# Zzyzx (альбом)
| Оценки критиков | Оценки критиков |
| Источник        | Оценка          |
| --------------- | --------------- |
| AllMusic        | [ 1 ]           |

Zzyzx — третий студийный альбом норвежской индастриал-рок группы Zeromancer, выпущенный 1 сентября 2003 года на звукозаписывающем лейбле Cleopatra Records.

## Список композиций
| №                   | Название               | Длительность |
| ------------------- | ---------------------- | ------------ |
| 1.                  | «Teenage Recoil»       | 4:37         |
| 2.                  | «Hollywood»            | 4:34         |
| 3.                  | «Famous Last Words»    | 4:42         |
| 4.                  | «Erotic Saints»        | 3:46         |
| 5.                  | «Idiot Music»          | 4:36         |
| 6.                  | «Stop The Noise!»      | 4:10         |
| 7.                  | «Feed You With A Kiss» | 3:48         |
| 8.                  | «Lamp Halo»            | 4:05         |
| 9.                  | «Mosquito Coil»        | 4:03         |
| 10.                 | «Blood Music»          | 4:20         |
| Общая длительность: | Общая длительность:    | 42:31        |

## Участники записи

### Состав группы
- Алекс Мёклебуст (норв. Alex Møklebust) — вокал.
- Ким Льюнг (норв. Kim Ljung) — бас-гитара, бэк-вокал.
- Норальф Ронти (норв. Noralf Ronthi) — барабаны.
- Крис Шлейер (норв. Chris Schleyer) — гитара.
- Эрик Люнггрен (норв. Erik Ljunggren) — клавишные, программирование.

## Позиции в чартах
| Чарт (2003)         | Наивысшая позиция |
| ------------------- | ----------------- |
| Норвегия (VG-lista) | 18                |